# گوداس

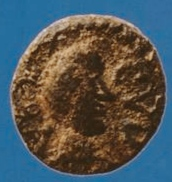
سکه دوران گوداس

گوداس (درگذشتهٔ ۵۳۳) نجیب‌زاده‌ای ویزیگوت‌تبار در پادشاهی وندال در شمال آفریقا بود که از سوی گلیمر، پادشاه وندال‌ها به فرمانداری استان وندالی ساردینیا منصوب شده‌بود. با وجود این او از ارسال مالیات‌های دریافتی سر باز زد و خود را فرمانروای ساردینیا نامید.
گوداس در ۵۳۳ همچون پادشاهی مستقل و با هدف ایجاد شاهزاده‌نشین خود در جزیرهٔ ساردنی با ژوستینین یکم، امپراتور بیزانس ارتباط برقرار کرد. گلیمر در واکنش به این رفتار، ارتش بزرگی متشکل از بیشتر سپاهیان حاضر در آفریقا را گردآورد و تحت فرماندهی برادرش تزازو برای سرکوب شورش گوداس به ساردینیا فرستاد. بنا بر نوشته‌های پروکوپیوس، تاریخ‌نگار بیزانسی، تزازو پس از پیاده‌شدن در کالیاری، بی‌درنگ شهر را فتح نمود و گوداس و سربازانش را کشت. او همچنین به ارتشی اشاره می‌کند که از سوی ژوستینین برای کمک به گوداس فرستاده شده‌بود اما نتوانست به‌موقع به مقصد برسد.
اما شورش گوداس علی‌رغم موفقیت وندال‌ها در سرکوب آن نتیجه‌ای ویرانگر برای پادشاهی وندال داشت. در مدتی که تزازو همراه با ارتش عظیمی از وندال‌ها از سرزمین اصلی به‌دور بود، ارتش امپراتوری بیزانس به فرماندهی بلیساریوس بدون هیچ مقاومتی در نزدیکی شهر سیلکتوس پیاده شد. این لشگرکشی در ظاهر به‌بهانهٔ بازگرداندن هیلدریک، پادشاه مخلوع وندال‌ها به قدرت و دراصل با هدف بازگرداندن شمال آفریقا به زیر سلطهٔ روم شرقی صورت گرفته بود. بلیساریوس سپس تا پیش از بازگشت تزازو و سپاهیانش موفق به شکست باقیماندهٔ نیروهای وندال و فتح کارتاژ گردید.